# Jill Johnson
Pour les articles homonymes, voir Johnson.
Jill Anna Maria Johnson, née le 24 mai 1973 à Ängelholm, Scanie en Suède est une chanteuse de pop rock et de country music suédoise. Elle est aussi compositeur.

## Biographie
À l’âge de douze ans, Jill Johnson est chanteuse dans un groupe de musique country qui fait des tournées en Norvège et au Danemark. Elle obtient un contrat avec une maison de disques au Danemark et son album Sugartree se hisse à la première place des ventes de ce pays.
En 1996, elle chante le titre Kommer tid, kommer vår en duo Jan Johansen qui devient son premier tube en Suède, elle fait alors la tournée des folkparks. 
Elle gagne la sélection suédoise du Concours Eurovision de la chanson en 1998 avec le titre Kärleken är. Le titre obtient la dixième place lors de la compétition internationale mais permet à l’artiste d’être couronnée de succès en Suède où elle sort son deuxième album När hela världen ser på et fait une tournée.
Son troisième album Daughter of Eve est salué par la critique en 2000 puis, en 2003, elle se représente aux sélections suédoises pour l’Eurovision avec le titre Crazy in Love mais n’obtient que la quatrième place même si le titre est un tube en Suède. Elle est la présentatrice des sélections suédoises pour l’Eurovision en 2005. Elle est invitée sur la tournée de Tomas Ledin Rocktåget l’année suivante.

## Discographie
- 1996 - Sugartree
- 1998 - När hela världen ser på
- 2000 - Daughter of Eve
- 2002 - Good Girl
- 2003 - Discography
- 2003 - Roots and Wings
- 2005 - Jill Johnson (compilation)
- 2005 - Being Who You Are
- 2005 - The Christmas in You
- 2006 - The Woman I've Become
- 2007 - Music Row
- 2008 - Baby Blue Paper
- 2011  - Flirting with Disaster
- 2011  - Välkommen jul
- 2012  - A Woman Can Change Her Mind
- 2013 - Duetterna
- 2014 - Livemusiken från Jills veranda
- 2014 - Songs for Daddy